# 松坂大輔
松坂 大輔（まつざか だいすけ、1980年9月13日 - ）は、東京都江東区出身（出生地は青森県青森市）の元プロ野球選手（投手）、野球解説者・野球評論家・YouTuber。右投右打。愛称は「マツポン」「マツ」「ダイスケ」、日本のマスメディアでは「平成の怪物」「怪物」、MLBメディアでは「Dice-K」「D-Mat」という愛称が使われている。ボストンでは「Dice-K」が好まれる。本人は「D-Mat」をサインに使うこともある。渡米後の代理人はスコット・ボラス。
横浜高校時代はエースとして1998年春・夏の甲子園連覇を達成し、同年のプロ野球ドラフト会議でNPBの西武ライオンズから1位指名を受けて入団。プロ入り後は1999年から2021年までの23年間にわたり、西武（1999年から2006年まで在籍）やMLBのボストン・レッドソックスなどでプレーし、個人では西武時代に合計21個のパ・リーグ投手タイトル（9個）・主要表彰（2001年の沢村栄治賞など12個）を獲得した。また西武時代には2002年・2004年と2度のパ・リーグ優勝、さらに2004年には日本シリーズ優勝に貢献、MLBでは2007年に地区優勝、ア・リーグ優勝、ワールドシリーズ優勝に貢献した。NPB/MLBにおける通算成績は377試合登板、170勝105敗、2128奪三振、防御率3.53。また日本代表としては2004年アテネオリンピックで銅メダルを獲得、第1回（2006年）と第2回（2009年）のWBCで2度の優勝を経験している。
弟・松坂恭平は愛媛マンダリンパイレーツに所属していた元プロ野球選手。妻は元日本テレビアナウンサーの柴田倫世。夫婦の間には2005年12月に誕生した長女と、2008年3月に誕生した長男、2010年3月に誕生した次女がいる。

## 経歴

### プロ入り前
青森県青森市で生まれ、東京都江東区で育った。「大輔」という名前は、1980年代前半の早稲田実業野球部のエースだった荒木大輔の名前からとられている。
江東区立南陽小学校・江東区立東陽中学校を卒業した。5歳から小学3年生までは、地元東京都江東区の福住剣友会で剣道に打ち込み、当時は指導部長を務め、後に理事長に就任した川島義和に鍛えられた。生花の商売修業をしていた川島を受け入れていた近所の花屋が松坂家と家族付き合いをしており、花屋の勧めによって当時暴れん坊だった松坂を家族は強制的に入会させた。川島の指導は大変厳しく、未就学児をひっくり返して蹴飛ばし、気合が入っていないと見るや否や羽目板にぶつけ、泣けば泣き止むまで追いかけ回してシゴキを加えた。2006年に行われた少年野球教室で、「球を速くするにはどうすればいいですか?」という質問には「剣道をすると背筋と手首が鍛えられて良いよ」と答えている。小学3年生で江東区の東陽フェニックスに入部し野球を始める。中学時代は江戸川区の江戸川南リトルシニアに所属する。この時のチームメイトには小谷野栄一がいた。リトルリーグ時代にNHK教育テレビジョンの『天才てれびくん』に出演したことがある。高校は帝京高校に進学するつもりでいたが、中学3年の時に全日本代表に選ばれた際のメンバーに小池正晃、小山良男、常盤良太がおり、横浜高校への進学が決まっていた3人から一緒に横浜高校に行こうと誘いを受け、悩んだ末に横浜高校への進学を決める。
横浜高校時代は、「サボリのマツ」と言われるほどの練習嫌いであったが、2年生時の夏の神奈川大会準決勝の対横浜商業高校戦において自身の暴投によるサヨナラ負けを喫して以降奮起して猛練習、3年生時に球速150 km/h超を記録し、切れ味鋭いスライダーを武器に超高校級の投手として「平成の怪物」として注目を集めた。甲子園で春夏通じて球速150 km/hを超えたのは松坂が初めてである。入学時は上地雄輔、上地の引退後は小山良男とバッテリーを組んでいた。
3年になった1998年の第70回選抜高等学校野球大会では完成度の高い投球と小山、小池、後藤武敏らチームメイトの活躍で他校を寄せ付けず優勝。最後の夏となった第80回全国高等学校野球選手権大会では、準々決勝で上重聡（後に日本テレビアナウンサー）や大西宏明、平石洋介、2年生田中一徳を擁する（春の準決勝で破った）PL学園高校に延長17回という長丁場の試合に250球を投げ完投勝利。翌日の準決勝、寺本四郎擁する明徳義塾戦でも1イニングに登板し、逆転劇を呼び込む。
決勝の京都成章戦では嶋清一以来59年ぶり史上2人目となる決勝戦でのノーヒットノーランを達成（この大会では杉内俊哉もノーヒットノーランを達成しており、1大会で複数のノーヒットノーラン投手を輩出した史上稀に見る事例であった）。圧倒的な活躍で春・夏連覇を達成した。この決勝戦は後に所属するボストン・レッドソックスのスカウトが観戦していた。また、新チーム結成後、1997年秋季県大会ブロック予選（数ヶ月後の第28回明治神宮野球大会含め）から翌年かながわ・ゆめ国体決勝まで、公式戦44連勝を記録した。第3回AAAアジア野球選手権大会でも自身の18歳の誕生日に決勝で張誌家擁する野球中華民国代表を破り優勝投手になった。
1998年11月20日に開催されたNPB新人選手選択会議（ドラフト会議）では、指名順位1位で日本ハムファイターズ・横浜ベイスターズ・西武ライオンズの3球団が競合の末、西武が交渉権を獲得。横浜と日本ハムはそれぞれ外れ1位として、古木克明と實松一成（いずれも同じ高校3年生）を指名した。なおドラフト会議直前にはこれら3球団に加え、ヤクルトスワローズも指名の挨拶をしていたが、ヤクルトは会議前日の11月19日に指名回避の方針を決めていた。本人は横浜入りを希望しており、ドラフト会議前から横浜が外れた場合は社会人野球入りする意向を表明しており、会議直後もその意向に変化はない旨を表明していたが、会議後の同月24日に西武球団社長の小野賢二らが横浜高校へ1位指名の挨拶へ訪れた際には「誠意を感じます」と述べ、入団交渉を行うことを了承した。西武と初めて本格的に交渉した同年12月3日には、当初表明していた「社会人入り」の意向を白紙撤回し、同月9日の3度目の交渉では当時西武の監督を務めていた東尾修から彼がNPB通算200勝を挙げた際のウイニングボールをプレゼントされ、西武入団に前向きな意向を示した。そして同月19日に4度目の交渉を行い、西武入団を正式に表明。同月28日に西武と正式契約を締結、入団会見を行った。契約金は1億円プラス出来高払い5000万円、1999年シーズンの年俸は1300万円。背番号は18。入団交渉にあたっては背番号として1もしくは18を提示されたほか、当時監督の東尾が現役時代に着用し、西鉄時代からライオンズのエースナンバー（川崎徳次、島原幸雄、若生忠男、東尾）とされていた21についても、当時着用していた西崎幸広が「松坂君に譲ってもいい」と表明していたが、本人は18を希望しており、その希望通り18を着用することとなった。甲子園のスターとして名を挙げていた松坂の西武入団は単なる西武の戦力補強にとどまらず、オリックス・ブルーウェーブ編成部長を務めていた三輪田勝利の自殺や福岡ダイエーホークスのスパイ疑惑と、当時暗いニュースが続き、観客動員面でも伸び悩んでいたパシフィック・リーグ（パ・リーグ）にとって「最高の明るいニュース」とされた。また本人は当時、対戦したい打者としてオリックスのイチローを挙げていた。

### 第一次西武時代
1999年4月7日に東京ドームで開催された対日本ハム2回戦で、先発投手としてプロ初登板を果たし、1回裏に井出竜也からプロ初奪三振を記録する。同回には3番・片岡篤史に対し球速155 km/hの速球で三振を奪い、8回2失点で初勝利を挙げ、デビューを飾った。前年にパ・リーグ史上最多の年間四球を記録し選球眼の良さで知られていた片岡のこの1球における豪快な空振りはプロでも変わらぬ“怪物”ぶりを示す映像資料として放送される。この試合では、5回裏にマイカ・フランクリンへ投じた151 km/hの速球が胸元への際どいコースへ行き、これで激高したフランクリンがマウンドに詰め寄ろうとして乱闘寸前になりかけたものの、それに対して松坂は一切動じた様子を見せず、逆に笑顔を浮かべてさらにフランクリンをにらみ返すという強心臓ぶりも見せつけた。4月21日の千葉ロッテマリーンズ戦では黒木知宏と投げ合い、0-2で惜敗。この試合後に「リベンジします」と宣言した松坂は、4月27日のロッテ戦で再び黒木と投げ合い、1-0でプロ初完封を記録しリベンジを果たした。このことから、松坂の「リベンジ」は、プロ同期でともに新人王をとった上原浩治（読売ジャイアンツ）の「雑草魂」とともに同年の新語・流行語大賞の年間大賞に選ばれている。5月16日のオリックス戦ではイチローとの初対決が話題となり、3打席連続三振（1四球）とほぼ完璧に抑えた。試合後のヒーローインタビューでは「プロでやれる自信から確信に変わりました」と語った。7月24日に行われたオールスターゲーム第1戦に先発して3回を投げ、高卒新人としては史上最多となる5奪三振を記録。3回表に味方の失策によって2点を失い、自責点0ながら敗戦投手となったものの、この試合の優秀選手賞を受賞し、オールスター新人賞も受賞した。7月には月間MVPを受賞したが、高卒新人選手が月間MVPを受賞したのは1986年9月に受賞した清原和博以来2人目で、18歳10か月での受賞は、2015年8月に髙橋光成が18歳6か月で受賞するまで最年少記録だった。この年、最終的に16勝を挙げて最多勝を獲得。高卒新人での獲得は、両リーグを通じて1954年の宅和本司（南海）以来、45年ぶりの記録である。また、規定投球回数に到達した投手の中では最高の勝率を記録した。ゴールデングラブ賞と高卒新人としては史上初となるベストナインを受賞し、高卒新人の投手としては堀内恒夫以来33年ぶりとなる新人王に輝いた。ちなみにこのシーズンの松坂は「強打者との勝負」を楽しんでおり、チームが勝つための投球は考えず、監督だった東尾修からも指摘されることが多かったという。シーズン終了後の契約更改で1300万円から2年目としては最高額の5700万円増の7000万円でサイン。
2000年は、津野浩以来15年ぶりに10代での開幕投手を務め、小野晋吾（ロッテ）との最多勝争いを制して14勝を挙げ2年連続の最多勝と自身初の最多奪三振を獲得した。オフにベストナインとゴールデングラブも受賞した。9月13日に当時交際中の柴田倫世の自宅マンション前にて、球団名義のセルシオ（UCF21後期型）で駐車違反を犯す。この年の8月にも時速50 km/hオーバーのスピード違反で一発で免許停止状態になっていたこともあり、身代わりとして西武広報課長の黒岩彰が出頭。松坂と柴田の交際をスクープしたこの写真週刊誌の記事によって、身代わり出頭が明らかになり、松坂が道路交通法違反（無免許運転、駐車違反）、黒岩が犯人隠避の疑いで東京地検に書類送検され、略式起訴の後罰金19万5000円の罰金刑が確定する。当時の球団社長の小野賢二および黒岩は責任を取って辞表を提出する事態になり、松坂は当時埼玉県警察から交通安全キャンペーンのイメージキャラクターに起用されていたこともあり、この件は世間から激しく批判された。球団側は松坂を無期限の自宅謹慎処分としたものの、謹慎処分は1か月足らずで解除された。後にこの事件について開かれた記者会見では、松坂は「駐車違反をしたことは申し訳ない。黒岩課長の身代わり出頭は後で知った」と話し、黒岩は「レッカー移動された乗用車は球団のもので、自分が管理しており、出頭は自分の判断だった」と話した。シーズン終了後の契約更改で1億円でサイン。
2001年に15勝15敗の成績で、3年連続最多勝を獲得。新人からの3年連続最多勝は高卒新人では史上初。勝敗同数の最多勝は1937年秋の野口明（15勝15敗）、1984年の遠藤一彦（17勝17敗）に次ぐ史上3人目だった（ちなみにこの15敗はこの年のリーグ最多敗戦で最多勝と最多敗戦の同時記録は1995年のキップ・グロス以来でパ・リーグの日本人投手では1981年の今井雄太郎以来の記録である）。さらに最多奪三振も獲得し、ベストナインとゴールデングラブも受賞。21世紀初の沢村賞を受賞したが、負け数も多かったため、選考委員からは反対意見も出た。結局、両リーグで唯一の15勝投手であることや、240回1/3という圧倒的な投球回数などが評価されての選出となった。藤田元司委員長（当時）は、「松坂の150キロを越える豪速球は沢村さんを彷彿させる。将来の松坂に対する期待を含めて選んだ」とコメントしている。この年は中4,5日での登板が多く、状況によっては中3日や中1日での登板もあった。最も多かった登板間隔は14試合登板した中5日であった。また、ローズに同点本塁打を打たれ、中村にサヨナラ本塁打を打たれるなど近鉄の猛追を防ぐことができず、記録以上に悔しさが残るシーズンとなった。シーズン終了後の契約更改で1億4000万円でサイン。
2002年は開幕6連勝という順調なスタートを切ったが、5月13日の大阪近鉄バファローズ戦で右肘を痛め、何度か復帰したが、本来の投球は戻らずに長期離脱した。当時監督だった伊原春樹は「松坂が5月にプロで初めて故障して、肘を壊したんです。きっと前年からプロ野球で主流になっていたカットボールを習得しようと練習していたのが肘に来たんでしょう。開幕から6連勝したけど、その後は肘の故障で全然ダメでした。」と述べている。日本シリーズでは第1戦に先発、第4戦にリリーフで登板したがいずれも敗戦投手となった。
2003年に自己最多タイの16勝を挙げ、最多奪三振と、自身初めて最優秀防御率のタイトルも獲得。ゴールデングラブも受賞した。アテネオリンピックの野球アジア予選では、11月6日のチャイニーズタイペイ戦に先発し、7回無失点の好投で勝利。オリンピック出場の条件である2位以内をほぼ決定づけ、大会の最優秀投手にも選ばれた。
2004年は、ロッテとの開幕戦で初回先頭打者波留敏夫に初球を叩かれヒットを打たれて出塁を許し、共に日本プロ野球初打席となった4番・李承燁、5番・ベニー・アグバヤニに適時打を打たれ早々と失点、この試合の敗戦投手となった。7月10日のオールスターゲーム第1戦で2番手として登板し、2イニングを無安打無失点で4奪三振という好投を披露し、自己最速タイとなる156 km/hも記録した。本塁打を2本以上打った選手がいなかったこともあり、松坂がこの試合のMVPに輝いた。また、シーズンでは前述の通り、オリンピックでチームを離れたこともあり、10勝6敗の成績だったが、最優秀防御率のタイトルを獲得し、ゴールデングラブも受賞した。
レギュラーシーズンは2位に終わったが、この年から導入されたプレーオフの第1ステージで3位の日本ハムと対戦。第1戦では、8回途中7失点と打ち込まれたものの、打線の援護で勝利投手となった。福岡ダイエーホークスと争った第2ステージでは第2戦に先発し、完封ペースだったが、打線の大量援護もあり、6回無失点で余力を残して降板。これが功を奏し、最終の第5戦に中3日で先発が可能となって、6回1失点の投球で、勝利投手にはなれなかったものの、チームは延長10回の末に4-3で勝利し、リーグ優勝を果たした（この時代はプレーオフ第2ステージ勝利チームがリーグ優勝となっていた）。中日ドラゴンズとの日本シリーズでは、10月16日の第1戦（ナゴヤドーム）で先発登板し、プレーオフ第2ステージ第5戦から中4日の登板となることが有力視されていたが、実際には石井貴が先発した。これは松坂の疲労を考慮し、万全の状態で先発登板させようとした伊東監督の考えによるもので、松坂は10月17日の第2戦（ナゴヤドーム）に先発したが、3点リードしていた7回裏に立浪和義に同点3点本塁打を打たれるなどし、6回1/3を8失点で敗戦投手になった。この時点まで日本シリーズでは通算0勝3敗という成績であり、一部では「大舞台に弱い」とも囁かれていた。その後、チームが2勝3敗と王手をかけられた状態で迎えた10月24日の第6戦（ナゴヤドーム）では、前半こそ不安定だったが尻上がりに調子を上げ、8回を投げて6被安打、7奪三振、2失点に抑え、日本シリーズ初勝利を挙げて逆王手をかけた。なお、これが松坂が現役生活で唯一挙げた日本シリーズでの勝利である。翌25日の第7戦には中継ぎで3番手として登板し、1イニングを無失点に抑えて日本一に貢献。この日本シリーズ優勝を受け、西武は試合終了後に宿舎としていた愛知県名古屋市のホテルでビールかけを行ったが、松坂は日本シリーズ期間中の10月23日にに発生した新潟県中越地震の被害を伝えるニュースで「救援物資の水が届かず、赤ちゃんにウーロン茶を飲ませている」などと聞いていたことからビールかけに参加する気になれず、乾杯だけしてホテルの部屋に戻ったと述べている。この直後に柴田倫世との結婚を発表。11月11日の日米野球では第6戦に先発し、1失点完投勝利。MLB選抜チーム相手の完投勝利は、荒巻淳（毎日）以来、51年ぶり史上2人目の記録となった。シーズン終了後の契約更改では年俸2億円でサイン。
2005年5月18日のセ・パ交流戦・阪神タイガース戦でプロ野球選手として阪神甲子園球場で初登板。高校時代には同球場で15連勝、被本塁打0という記録を持っていたが、桧山進次郎に先制2点本塁打を打たれ、試合も2-3で惜敗。この年は防御率リーグ3位と優れていたにもかかわらず、14勝13敗と負け数もかなり多かった。最多奪三振を獲得し、ゴールデングラブも受賞したが、打線の援護が少なく、野手の失策も多かったため、6月27日の日本ハム戦後には「球際に弱い選手が多い。僕も含めてですが、一つ一つのプレーが軽すぎる。若い選手が多いんだから、もっとガムシャラにやってほしい」と野手批判とも受け取られかねない発言をしたが、後日には野手ミーティングで詫びを入れたという。評論家からは「打線の援護がないのは、投球のリズムが悪いからだ」と指摘され、改善を目指した。オフにはスコット・ボラスを代理人としポスティングシステムでのメジャー挑戦を訴えたが、球団は制度の行使を否認した。12月には第1子が誕生した。8000万円増の年俸3億3000万円でサインし、3億円で更改した同僚の西口文也を抜き、現時点では今年に続いてパ・リーグ投手の最高年俸となった。
2006年は6月9日のセ・パ交流戦・阪神戦で1失点完投勝利を収め、高校時代に大活躍した甲子園でのプロ初勝利を記録し、自ら本塁打も打った（バッティングで後述）。また、6月16日のセ・パ交流戦・横浜戦で、江川卓（所要193試合）を抜きドラフト制度導入後最速（191試合）の100勝を達成する（その後、同年8月25日に上原浩治が同じ191試合での100勝を阪神戦にて達成し、松坂の記録は最速タイとなった）。10月7日、ソフトバンクとのプレーオフ第1ステージ初戦に先発。6安打を打たれ4死球を与えたが、斉藤和巳との投げ合いを制し1-0で完封勝利を挙げる。チームはその後2連敗し第1ステージで敗退した。この年はゴールデングラブを受賞している。

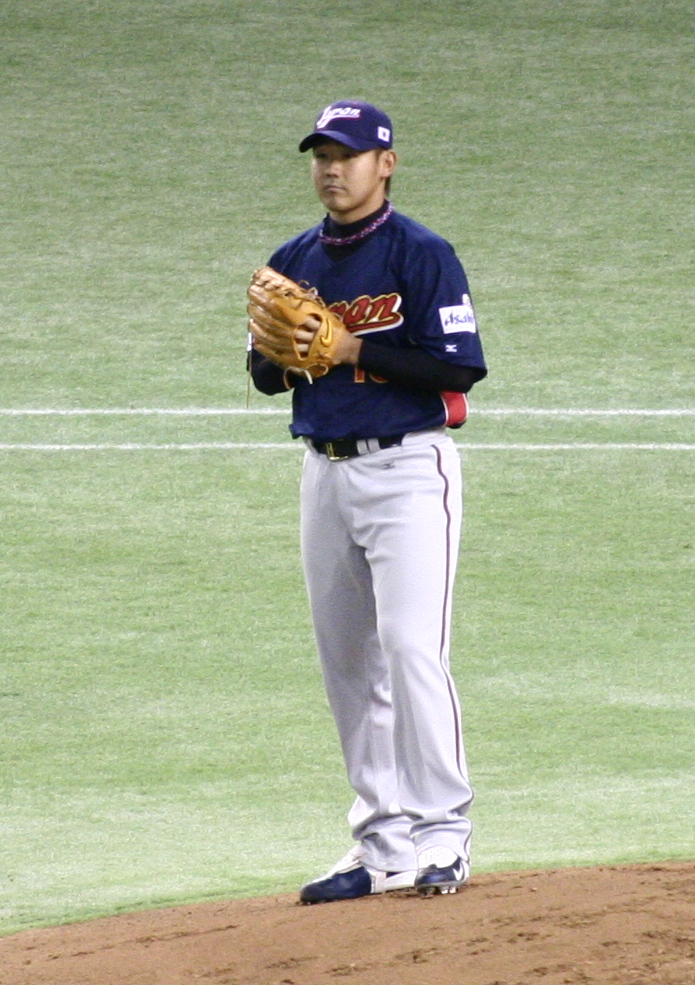
WBC日本代表での松坂

オフにはポスティングシステムの行使が容認される。ニューヨーク・メッツやニューヨーク・ヤンキース、テキサス・レンジャーズも入札に参加したことが報じられた。

### レッドソックス時代

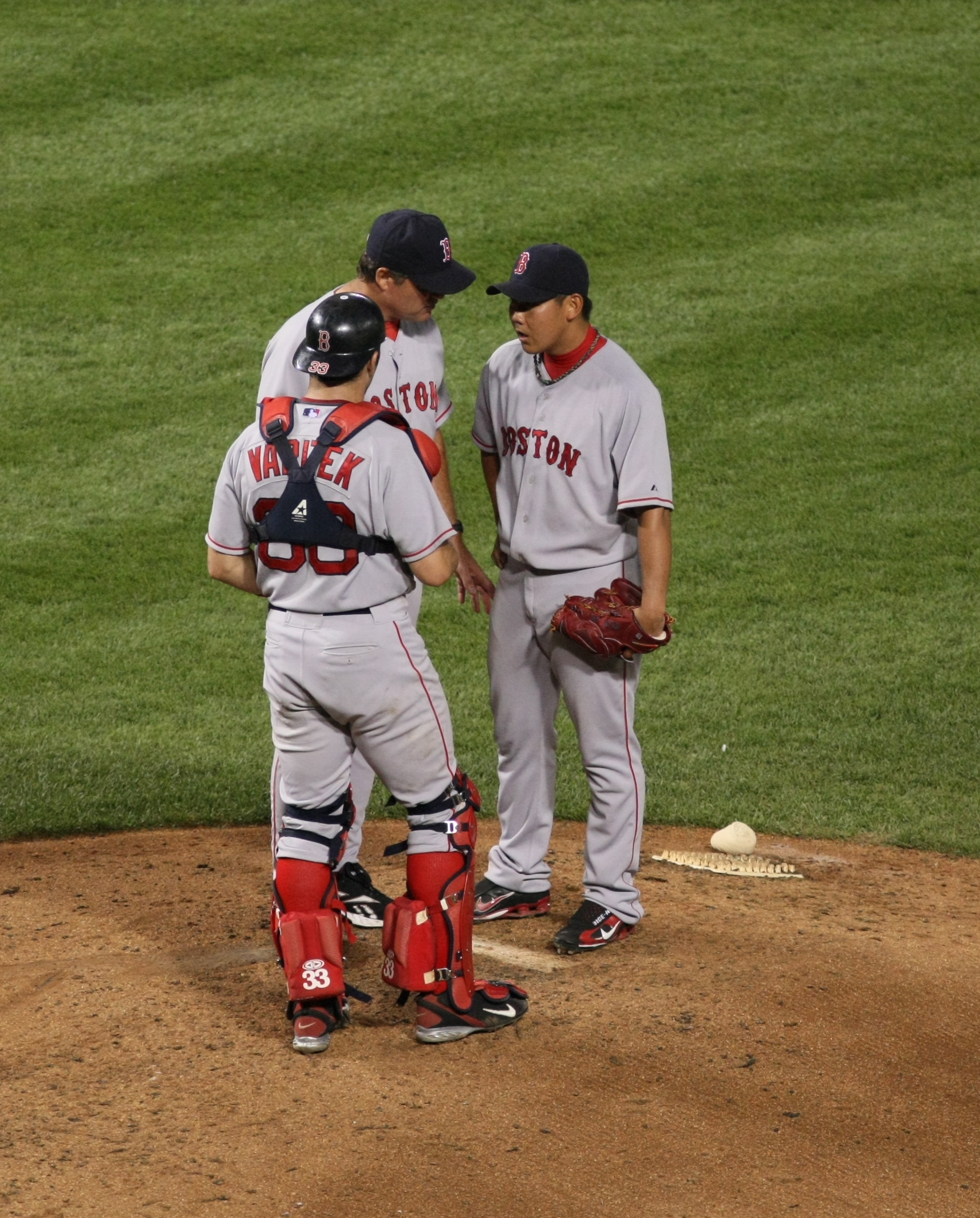
ボストン・レッドソックス時代の松坂

2006年11月15日にボストン・レッドソックスが5111万1111ドル11セント（当時のレートで約60億1000万円）で独占交渉権を獲得したことが発表される。その後、代理人のスコット・ボラスとレッドソックス側の契約交渉が難航したが、ボラスは交渉期限直前で松坂本人の意思を尊重し、12月14日に総額5200万ドルの6年契約を結ぶ。1年目の契約は633万3333ドル（約6億4600万円）。レッドソックスファンであるアメリカ国務次官補のクリストファー・ヒルは、六カ国協議が行われる北京への出発前に記者会見で「今日のマツザカの交渉はどうなった？」などと交渉の行方を気にかけていた。
2007年3月21日のパイレーツとのオープン戦では手につばをつける癖が指摘されていたが、4月5日のカンザスシティ・ロイヤルズ戦でメジャー初先発し、7回を6安打1失点10奪三振の好投でメジャー初勝利を挙げる。本拠地フェンウェイ・パークでの初登板となった11日のシアトル・マリナーズ戦ではイチローとメジャー初対戦し、4打数無安打に抑えた。27日のニューヨーク・ヤンキース戦では松井秀喜と初対戦し、2打数無安打に抑えた。この試合ではNHKのテレビ中継で自己最速となる158 km/hを計時したが、球場内の表示は94 mph（約151 km/h）だった。5月9日のトロント・ブルージェイズ戦では大家友和と投げ合い、7回を5安打1失点8奪三振の好投で4勝目を挙げる。14日のデトロイト・タイガース戦では9回を6安打1失点の投球でメジャー初完投勝利を挙げ、19日のアトランタ・ブレーブス戦まで5連勝を記録し、同月第3週のリーグ週間MVPを受賞。6月は2勝2敗、防御率1.59、WHIP1.09の好投を見せ、7月3日のタンパベイ・デビルレイズ戦で10勝目に到達。前半戦は18試合の先発で10勝6敗、防御率3.84、WHIP1.24の成績で折り返し、8月4日のシアトル・マリナーズ戦でNPB/MLB通算1500奪三振を達成。後半戦は14試合の先発で5勝6敗、防御率5.19、WHIP1.44と不調に陥るも、シーズン最後の登板となった9月28日のミネソタ・ツインズ戦で日本人選手史上初・メジャー史上5人目となるメジャー1年目での15勝と200奪三振に到達し、チームも12年ぶりの地区優勝を決めた。シーズン通算ではリーグ10位の15勝、同6位の201奪三振を記録したが、与四球率はリーグワースト6位、1試合の平均球数はメジャー最多の108.8球だった。
同年ポストシーズンではロサンゼルス・エンゼルス・オブ・アナハイムとのディビジョンシリーズ第2戦で初登板し、4回2/3を3失点で勝敗はつかなかった。クリーブランド・インディアンスとのリーグチャンピオンシップシリーズでは第3戦に先発、4回2/3を4失点で敗戦投手となった。第7戦は5回2失点で日本人初のポストシーズン勝利投手となった。コロラド・ロッキーズとのワールドシリーズ第3戦で日本人史上初となるワールドシリーズでの先発を果たし、5回1/3を2失点、打席でもメジャー移籍後初安打となる2点適時安打を記録し、日本人初のワールドシリーズ勝利投手となる。チームは翌日の第4戦にも勝利してワールドシリーズ優勝を果たした。新人王投票では4位に入る。これにより史上初のワールドシリーズとWBCの両方で優勝を経験した選手となった。
2008年シーズン開幕前に第2子が誕生。東京ドームで行われた3月25日のオークランド・アスレチックスとの日本開幕戦に登板。日本人の開幕投手は野茂英雄以来2人目のことであった。5回を2安打2失点6奪三振5四球の投球で降板し勝敗はつかなかったがチームは勝利。本国開幕戦となった4月1日のアスレチックス戦で初勝利を挙げ、5月まで黒星なしの開幕8連勝、防御率2.54、WHIP1.29を記録したが、5月27日に右肩回旋筋腱板の張りを訴え故障者リスト入り。6月21日に復帰し、前半戦は10勝1敗、防御率2.65、WHIP1.38を残したが、オールスター初選出は逃す。7月22日のマリナーズ戦では8回までメジャー初完封のペースで好投を続けていたが、イチローに適時二塁打を打たれて完封を逃す。9月15日のタンパベイ・レイズ戦で日本人シーズン最多勝となる17勝目を挙げ、21日のトロント・ブルージェイズ戦で18勝目を挙げる。チームも2年連続でのポストシーズン進出を果たした。
同年ポストシーズンではエンゼルスとのディビジョンシリーズ第2戦に先発。5回3失点で勝敗はつかなかったが、チームは9回に勝ち越して勝利した。レイズとのリーグチャンピオンシップシリーズ第1戦では6回まで無安打に抑え、7回0/3を無失点の好投で勝利投手となった。第5戦では4回0/3を5失点で降板し勝敗はつかず、その後は試合状況によるリリーフ登板も志願したが、チームは第7戦で敗れてリーグ優勝を逃した。
この年の与四球率5.05はリーグワーストながら、被打率はリーグ1位の.211、被OPSはリーグ3位の.645。また、プレーオフを含めて満塁のピンチは15度あったが、押し出しと犠飛こそあったものの、全て無安打に抑えた。またロードでの試合は無敗で勝率.862を記録し、メジャーリーグ歴代勝率25位にランクインした。また、リーグ3位の防御率2.90、リーグ4位の18勝、リーグ2位の勝率.857を残し、サイヤング賞の選出投票では4番目（2位票2票、3位票4票）となる評価を受けたものの、1イニングの平均投球数がリーグ2位と多く、先発で18勝以上挙げた投手ではメジャー史上最少イニングである投球回167回3分の2だったことなど、野手やリリーフのおかげとする向きも多く（松坂が残した走者をリリーフが返したのは、無死満塁で降板した6月21日だけであった）評価が二分された。セイバーメトリクスの観点からも、QSが14試合（規定投球回到達者88人中66位）でQS率が48%（同64位）、K/BBが1.64（同75位）、FIP4.03（同42位）と悪く、BABIP.267（同6位）、QS未満で7勝（同1位）、9イニング当たりの平均援護点6.1（同8位）と、運に恵まれたとする数値が示された。WARではFanGraphsが算出したものではリーグ19位の3.4、Baseball-Referenceが算出したものではリーグ6位の5.3と評価が分かれた。オフにMLB公式ホームページで行われた最優秀先発投手賞のファン投票ではティム・リンスカム、マイク・ムシーナ、ロイ・ハラデイに次ぐ4位に入った。12月には1998年度の横浜高校のメンバー対松坂世代のチャリティーマッチに参加した。

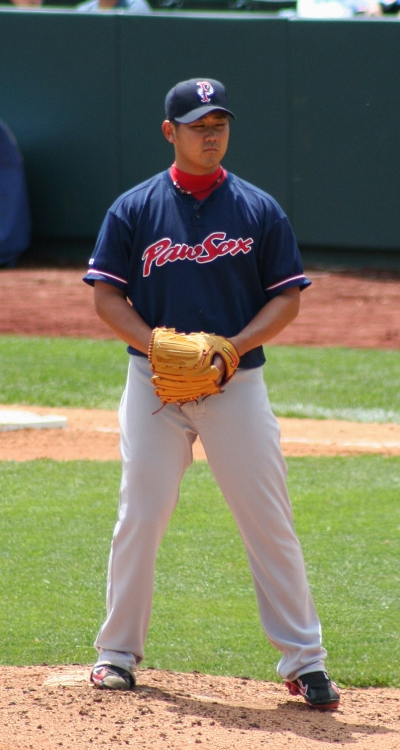
ボストン・レッドソックス時代の松坂

2009年は開幕後2試合連続で打ち込まれ、右肩の疲労を理由に4月15日に故障者リスト入りする。復帰後は6月2日のデトロイト・タイガース戦で初勝利を挙げる。19日のアトランタ・ブレーブス戦では川上憲伸と投げ合うが、4回を8安打6失点で黒星を喫する。その後も打ち込まれ、21日に再び故障者リスト入りする。故障者リスト入り中には、日本メディアのインタビュー記事で「この環境の中で練習を強いられ続けたら、僕は日本のようなピッチングはもう出来なくなるかも知れない」とチームの調整方法を批判したとも受け取られる発言があったため「ここ数日報道されたことの誤解を解きたい。私は公に不満を示したことはなく、私的な会話の内容が報じられた。（上述の）コメントはそれ自体言ったことがない」と英文で声明を出し謝罪した。9月に復帰して以降は3勝1敗、防御率2.22、WHIP1.35と復調したものの、シーズンを通しては4勝6敗、防御率5.76、WHIP1.87とプロ入り以降もっとも悪い成績に終わった。チームは3年連続でのポストシーズンに進出したが、ポストシーズンでは先発ローテーションには入らず登板のないままチームはエンゼルスとのディビジョンシリーズで敗退した。この年の不振の原因について、シーズン終了後の記者会見で、この年のWBCの前から股関節を痛めていたことを告白し、GMのセオ・エプスタインに直接謝罪した。
2010年は、スプリングトレーニング前から背中の張りを、スプリングトレーニング中も首の張りを訴えて、開幕は故障者リスト入りして迎える。なお、その間の3月18日には第3子が誕生した。5月1日のボルチモア・オリオールズ戦で復帰。5月6日のエンゼルス戦で初勝利を挙げるが5失点を喫し、次に先発したブルージェイズ戦では7回3安打1失点9奪三振無四球と好投。5月22日のフィラデルフィア・フィリーズ戦では8回二死までノーヒットノーランを続ける好投を見せたが、次に先発した27日のロイヤルズ戦では9四死球の大乱調を喫するなど好不調の激しいピッチングが続く。6月7日のインディアンス戦で、日本プロ野球2リーグ制以降最速となるNPB/MLB通算150勝を達成。しかし12日に右前腕部の張りを訴えて再度故障者リスト入りする。6月24日のロッキーズ戦で復帰し、5回を5安打2失点6奪三振の投球を見せ、打席でもメジャー公式戦初打点を記録するが、救援陣が打ち込まれ白星はつかなかった。7月27日のマリナーズ戦では2年ぶりにイチローと対戦し、3打数無安打に抑える。8月5日のインディアンス戦では長谷川滋利に並ぶ日本人選手3位タイのメジャー通算45勝となる8勝目を挙げる。15日のテキサス・レンジャーズ戦ではロジャー・クレメンスに次ぐ球団史上2番目のペースで通算500奪三振に到達。9月2日のオリオールズ戦では日本人歴代単独3位のメジャー通算46勝目となる9勝目を挙げる。最終的に、2年連続で規定投球回数未到達・1桁勝利に終わり、規定投球回数未到達ながら降板時に残した走者21人は先発投手でリーグワースト10位だったが（そのうちリリーフが返したのは6人）、本人や球団首脳陣は速球に手応えを感じたシーズンだと振り返った。
2011年のスプリングトレーニングでは東日本大震災を受けて岡島秀樹、田澤純一、正田樹と共に義援金を募った他、100万ドルを寄付した。開幕後は2試合で7イニング10失点を喫し2連敗したが、4月18日のブルージェイズ戦で7回1安打無失点1四球3奪三振の投球で初勝利。23日のロサンゼルス・エンゼルス戦では8回1安打無失点3四球9奪三振の投球で2勝目を挙げ、15イニング連続無失点を記録した他、5月4日のエンゼルス戦では延長13回に8番手としてメジャー初となるリリーフ登板を経験（二死満塁から2点適時打を打たれて敗戦）。しかし4月29日のマリナーズ戦で途中降板するなど4月末から右肘に張りが生じ、5月17日に故障者リスト入り。一時帰国を経て31日にルイス・ヨーカムによるセカンド・オピニオンを仰ぎ、6月10日に同医師の執刀によるトミー・ジョン手術を受けた。当時の年俸は最高の10億7000万円。
2012年6月9日のワシントン・ナショナルズ戦でメジャー復帰。球速は平均球速91.5 mph（約147.3 km/h）、最速93 mph（約150 km/h）を記録するが、5回を5安打、4失点、8奪三振、1四球の投球で黒星を喫した。その後4試合に先発するも白星はつかず、7月3日には右僧帽筋を痛め故障者リスト入り。8月27日に復帰し、その日のロイヤルズ戦に先発。7回を5安打、1失点、6奪三振、2四球、最速94 mph（約151 km/h）を記録する投球で、日本人史上4人目のメジャー通算50勝目となる復帰後初勝利を挙げる。しかしその後の登板は全て4失点以上を喫し白星を挙げることができず、シーズン最終登板となった10月3日のヤンキース戦では黒田博樹と投げ合うも、2回1/3を投げ2本塁打を含む6安打、5失点の投球で7敗目を喫しシーズンを終えた。防御率8.28は10回以上先発した投手としては球団史上最低の成績であった。10月29日にFAとなった。

### インディアンス傘下時代
2013年2月13日にクリーブランド・インディアンスとマイナー契約を結んだことが発表され、背番号は西武入団時から付けていた18に変わり、20となった。これはインディアンスでは18番がメル・ハーダーの永久欠番となっているため。スプリングトレーニングには招待選手として参加し、4試合の登板で8イニングを投げ防御率2.25、WHIP1.38の成績を残すが、3月18日に開幕マイナーを通告される。しかし、マイナーで開幕を迎えた際に球団が支払うボーナス10万ドルを節約する目的で24日に一旦自由契約となり、26日に契約内容を変更したマイナー契約で再契約。AAA級コロンバス・クリッパーズで開幕を迎え、開幕から5試合に先発するが、与四球率7.84と制球に苦しんで防御率3.92、WHIP1.45の成績を喫し、4月28日のポータケット戦の4回に左脇腹を痛め、故障者リスト入りした。6月に復帰し、前半戦は12試合の先発で1勝5敗、防御率4.55、WHIP1.39の成績を喫する。後半戦は7試合の先発で4勝3敗、防御率3.13、WHIP1.21と復調したが、8月20日に契約解除を申し出て自由契約となった。

### メッツ時代

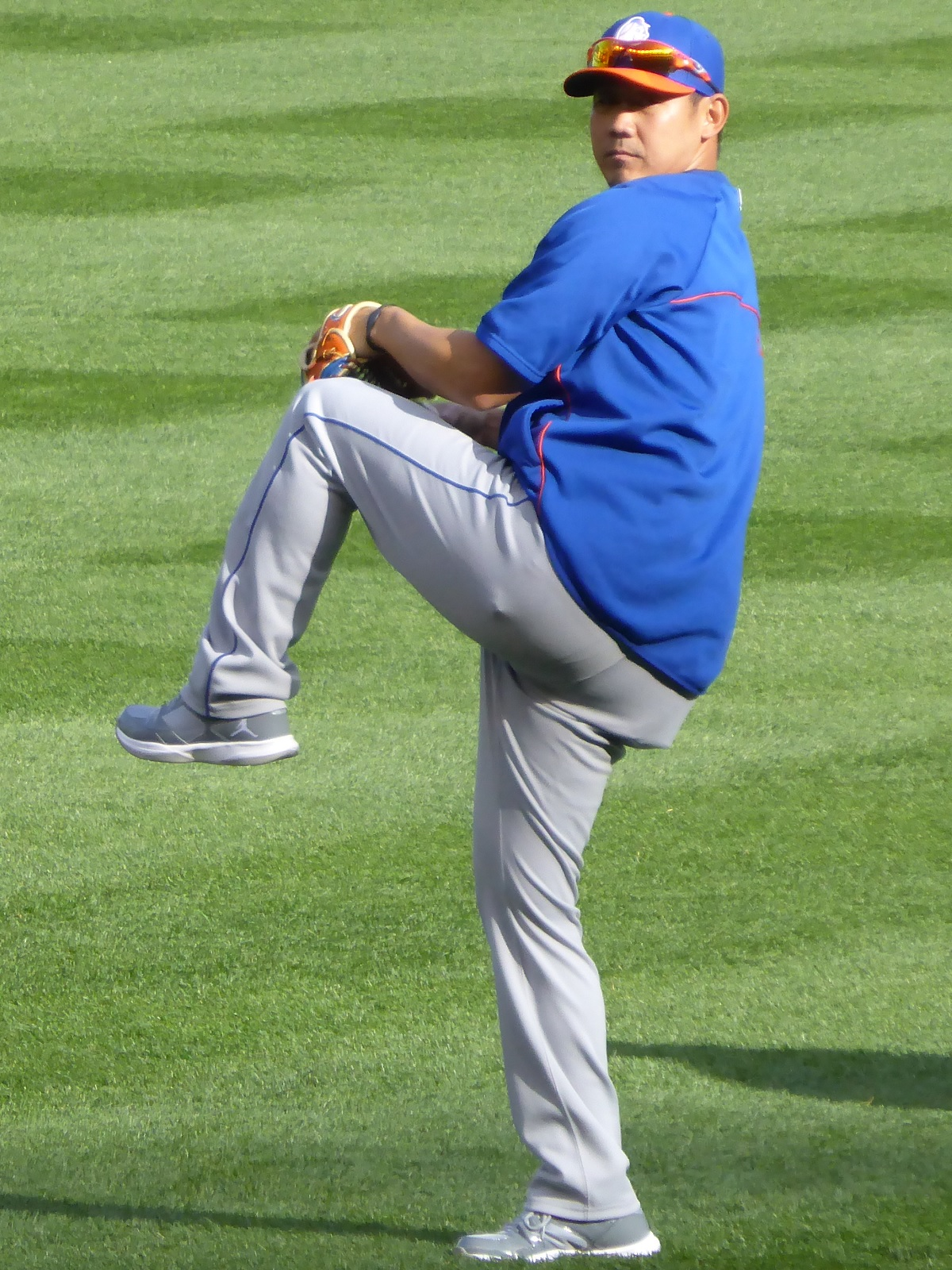
ニューヨーク・メッツ時代の松坂

2013年8月22日にニューヨーク・メッツとメジャー契約を結んだ。メッツにはレッドソックス時代まで付けていた背番号18の選手はいなかったが、野茂英雄やドワイト・グッデン、デビッド・コーンが付けていた16を背番号にする。コロンバスでの先発登板から中3日で23日のタイガース戦に先発したが、2回までに2本塁打を打たれ5回6安打5失点で黒星を喫する。移籍後3試合で12回1/3を投げ15失点を喫していたが、9月15日のマイアミ・マーリンズ戦で、7回2安打1失点の投球で初勝利。移籍後4試合目以降は26回1/3を13安打6失点と好投を続け、初勝利から3連勝を記録してシーズンを終える。9月にはスコット・ボラスとの契約を解除しSFX社と代理人契約を結ぶ。10月31日にFAとなった。
2014年1月24日にメッツとマイナー契約で再契約し、招待選手として参加したスプリングトレーニングでは6試合の登板で23回2/3を投げ、防御率3.04、WHIP1.27の成績を残す。3月25日までにメジャー契約を結ばなければFAとなる権利を持っていたが、同日にメッツが10万ドルを支払いマイナー契約を延長し、31日にAAA級ラスベガス・フィフティワンズへ異動した。4月16日に成績不振であったジョン・ラナンと入れ替わる形でメッツとメジャー契約を結んだ。メッツではリリーフとして起用され、20日のブレーブス戦では延長11回から登板し3回を投げ、NPB/MLB通算2000奪三振に到達する。5月25日のアリゾナ・ダイヤモンドバックス戦でシーズン初先発し2勝目を挙げる。6月から先発ローテーションに入り、7月12日のマーリンズ戦では自己最多タイの10奪三振の投球を見せる。後半戦はディロン・ジーとジョン・ニースが故障から復帰したことに伴い再びリリーフで起用され、7月25日には右肘の炎症で15日間の故障者リスト入り。8月28日に復帰し、肘の消炎剤注射を受けながらリリーフとして起用され、9月は4試合の登板で無失点と好投を続ける。最終的には先発としては9試合の登板で2勝3敗、防御率4.24、WHIP1.35。リリーフとしては25試合の登板で1勝0敗1セーブ、防御率3.44、WHIP1.34だった。シーズン終了後フリーエージェントとなる。

### ソフトバンク時代
2014年12月4日に3年12億円の大型契約で福岡ソフトバンクホークス入団が発表された。新垣渚の移籍によって空き番となった背番号18をつけることとなった。入団と相前後してチーム内の親睦団体「HAWKS55年会」にも途中加入している。
2015年3月17日のオープン戦登板後、右肩の筋肉の疲労などで離脱し、8月18日に内視鏡下による「右肩関節唇及び腱板クリーニング術」「ベネット骨棘切除術」「後方関節包解離術」を受けた。
2016年10月2日、シーズン最終戦となった東北楽天ゴールデンイーグルス戦で、2006年10月7日以来約10年ぶりの一軍マウンドに上がったのが、結局、ソフトバンク時代唯一の公式戦登板となった。この復帰登板は事前に報道され、楽天監督の梨田昌孝も元チームメイトである松井稼頭央を代打で出場させることを明言するなど大きな話題となった。しかし、その松井に初球から死球を与えるなど1回で被安打3、与四死球4、暴投1の5失点（自責点は2）と炎上し、翌日一軍登録を抹消された。しかし、このような状況で引退を表明せず現役続行を示唆する松坂には、ファンや球団関係者からも否定的な意見が相次いだ。2016年オフにはプエルトリコのウィンターリーグに参加。
2017年オープン戦の広島戦で7回無安打無失点の投球を見せ、4月15日のオリックス戦で初先発の予定だったが右肩の異変で急遽回避。以後二軍でも実戦登板はなくリハビリ生活を続けた。2017年で3年契約が満了となり、球団は一度松坂を支配下登録から外し、2018年からは育成選手契約かコーチ契約を結んだ上でのリハビリ継続を打診したが、松坂はこれを拒否したことが報じられた。スポーツライターの石田雄太は松坂に育成選手契約を結ばせることについて「プロの矜持を損なう発想」と批判していた。11月5日にソフトバンクを退団することが発表された。ソフトバンクでの3年間で一軍登板は上記2016年の1試合のみであった。退団時には、ソフトバンクからコーチのオファーがあったが断ったと一部では報じられたが、松坂は、退団後の小倉清一郎との対談でコーチの正式なオファーはなく、その後、デニー友利から連絡があったことを語っている。
退団発表後に、四国アイランドリーグplusの高知ファイティングドッグスが松坂の獲得を目指していたことや、台湾球団が松坂と接触していたことがのちに明らかになっているが、松坂本人に話が伝わったかどうかは不明である。

### 中日時代
2017年12月21日、中日ドラゴンズが入団テストを行うことを発表し、2018年1月23日、ナゴヤ球場の屋内練習場で完全非公開でのテストが行われ、即日合格した。西武時代の松坂をコーチとして知る森繁和監督も「やりつくすまでやればいい」と後押しした。背番号は「99」、年俸は推定1500万円プラス出来高払いの1年契約。1月31日付で支配下登録公示され、正式に入団した。
2018年4月5日の対読売ジャイアンツ戦で日本球界では2006年9月26日の対ロッテ戦以来となる先発登板を果たし、敗戦投手にはなったが5回3失点（自責点2）、4月30日の対横浜DeNAベイスターズ戦でシーズン3度目の先発登板、6回を8四死球ながらも被安打3と要所を締めて押し出し四球の1失点に抑え、日本では2006年9月19日のソフトバンク戦以来4241日ぶりの勝利投手となった（MLBでの最終勝利は2014年6月10日のブルワーズ戦）。12年のブランクを経ての勝利は大家友和の16年に継ぐ歴代2位の最長記録となった。5月17日、名古屋市の百貨店、松坂屋の「マツザカヤ ドラゴンズを優勝させる会」から、移籍後初勝利を記念して「平成の書」の純金製小判（重さ30g 30万円相当）を贈呈された。小判には「祝 初勝利 松坂大輔様」などと刻印されている。これは松坂屋が同じ「松坂」つながりということもあって、入団時から企画を考えていたとのことであり、小判を手にした松坂本人曰く「小さいときにおもちゃの小判はもらったことはありますが、本物は初めてです」と笑顔であった。
同月20日の阪神戦（ナゴヤドーム）では、6回1失点で2勝目の投球とともに3打数2安打の打撃が「プロ20年目で初マルチ安打」などと報じられた。6月17日に古巣である対埼玉西武ライオンズ戦（メットライフドーム）では先発投手として予告されていたものの、試合開始15分前に背中の違和感を訴え急遽回避した。オールスターゲームのファン投票ではセの先発投手部門で2位に約15万票差をつけ1位で選出され、12年ぶりのオールスター出場となったが、同年7月13日、2イニングの予定で先発登板したオールスターゲーム第1戦では1回5失点（被本塁打2）で降板した。38歳の誕生日である同年9月13日の対阪神21回戦（阪神甲子園球場）では、甲子園で西武時代の2006年以来となる登板を果たし、阪神打線を5回1失点に封じてNPB/MLB通算170勝目となるシーズン6勝目を挙げたが、結果的にこれが同シーズン、そして現役時代に挙げた最後の勝ち星となった。同月22日に行われた横浜高校時代の同級生・G後藤武敏の引退試合では、中日の選手が引き揚げる中、松坂だけが残り、胴上げに参加した。
ソフトバンク時代では3シーズンで1試合しか登板できなかったが、中日に移籍後6勝4敗で復活をアピール。カムバック賞を受賞した。シーズン終了後の契約更改で6500万増の8000万円で一発サイン。鈴木翔太と背番号を交換する形で背番号を18に変更した。
2019年は春季キャンプでファンに腕を引っ張られた結果、右肩を故障し、前半戦を二軍で過ごした。しかし『FRIDAY』2019年5月31日号で、リハビリ中にもかかわらず練習日にゴルフをプレイしていたことが報じられた。松坂本人は14日に加藤宏幸球団代表に対して電話で練習日に球団に無断でゴルフを行い、『FRIDAY』の記事になることを詳細に報告。この件に関しては厳重注意処分が下されたと推測されている。故障者続出でチームの先発ローテーションが崩壊している状態での失態からファンの反応は厳しく、擁護意見は殆ど見られなかった。
結局この年、一軍では僅か2試合の登板に留まり、先発した7月27日は初回表に8安打8失点の厳しい登板内容であった。10月5日に退団する方針が発表され、12月2日に自由契約公示された。

### 第二次西武時代
2019年12月3日、古巣の埼玉西武ライオンズから獲得が発表された。14年ぶりの復帰で、背番号は16に決まった。年俸3000万円（推定）。
2020年はCOVID-19の感染拡大により、シーズン開幕が遅れる中、6月7日に中日との練習試合に登板して1回を無失点に抑えたが、最終的に開幕一軍メンバーから外れた。7月5日に首の痛みと右手のしびれ対策のため、脊椎内視鏡頸椎手術を受けたと発表した。この年は一度も試合に出場しなかった。1000万円減の年俸2000万円で既に条件面は合意に達していた。
2021年も右手のしびれの影響から一軍、二軍とも実戦登板がないまま7月7日に同年限りでの現役引退を発表した。大久保博元によると、脊椎の状態は眩暈がして歩くのにも難儀するほどであったといい「あの野球好きで恩返しをしようとしている松坂大輔が自分からサボる、甘えるってのは100%無いんでね」ともはや練習すらままならない状況であったことを説明していた。10月19日のメットライフドームでの対北海道日本ハムファイターズ戦で行う引退試合で背番号18を着用して登板することが決定し、10月14日付で背番号の変更が公示された。当日の試合前は西武ナイン全員が松坂の投球写真があしらわれた特製Tシャツを着用し、練習に臨んだ。迎えた試合では先発登板し、横浜高校の後輩・近藤健介に対して5球投げ、四球を与えてマウンドを降りた。この日の最速は118km/h。試合後にはグラウンドを一周してファンに感謝の意を示すと、日本ハムのベンチ前には前述した特製Tシャツを着用した監督・栗山英樹、横浜高校の後輩・近藤、淺間大基、髙濱祐仁、万波中正が登場。一人ひとりと握手を交わすとこの年途中まで西武に在籍した木村文紀とも握手。最後はマウンド上で西武ナインと共に日本ハムの木村と横浜高校OBも輪に加わり、5度胴上げされ、ファンの割れんばかりの拍手に応えながらグラウンドを去った。12月4日のファン感謝イベントで引退セレモニーが行われた。セレモニーでは横浜高校時代の監督・渡辺元智、WBCでともに戦った王貞治、原辰徳、ソフトバンク時代の監督・工藤公康、西武時代にバッテリーを組んだ中嶋聡からビデオメッセージがあり、その後、親交のある俳優の妻夫木聡がサプライズで登場し抱擁を交わした。続いてプロ入り時の監督・東尾修が登場し、花束を受け取った。セレモニーを終え、グラウンド一周を終えると、突如ビジョンにイチローからビデオメッセージが流れ、「大輔、どんな言葉をかけていいのか、なかなか言葉が見つからないよ。僕にはこんなやり方しかできません。許せ、大輔」と語りかけると、ビジョンが暗転。次の瞬間、イチローが登場すると花束を手渡され、声をかけられると、自身は涙を堪えきれずに号泣した。

### 日本代表
2000年シドニーオリンピックの野球競技のアジア最終予選（第20回アジア野球選手権大会）に参加し、9月15日のチャイニーズタイペイ戦に先発。古田敦也（ヤクルトスワローズ）とバッテリーを組み、その試合でサヨナラ安打を記録した高校の5年先輩の平馬淳（東芝）からも叱咤激励され続け1失点完投勝利を挙げて日本のオリンピック出場に大きく貢献した。
2000年8月にはプロアマ混成のシドニーオリンピック野球日本代表に選ばれ、9月17日のアメリカ合衆国戦に先発。10回2失点の好投を披露するも、チームは延長13回サヨナラ負け。中5日で先発した9月23日の韓国戦では、初回から4点を失ったがその後は立ち直り、計161球を投じて9回5失点にまとめるも、またしてもチームは延長の末に敗れた。中3日で再び韓国と対戦した9月27日の3位決定戦では、具臺晟と投げ合い、0-0の投手戦が続いたが、8回裏に李承燁に痛恨の適時二塁打を打たれるなどし、3失点完投負け。日本はオリンピック野球で初めてメダルを逃す結果となった。
2004年はアテネオリンピック野球日本代表に選ばれ、8月17日（現地時間）のキューバ戦に先発。4回にユリエスキ・グリエルの打球を右腕に受けるアクシデントに見舞われるも、8回まで無失点に抑える力投を披露し、完封も期待された。結局、9回に3点を失ったものの、石井弘寿（ヤクルト）のリリーフで逃げ切り、松坂はオリンピックでの初勝利を手にした。中5日で先発した8月24日の準決勝・オーストラリア戦では、8回途中まで1失点の好投も報われず、0-1で惜敗して金メダルの夢はついえた。チームは翌日、カナダとの3位決定戦に勝利したため、松坂は銅メダリストとなった。
2006年の第1回ワールド・ベースボール・クラシック(WBC)の日本代表に選出された。3月4日のチャイニーズタイペイ戦では4回1失点、3月14日のメキシコ戦では5回無失点、そして3月20日のキューバとの決勝戦では、試合前に首を痛めながらも気合の投球で4回1失点に抑え、先発したすべての試合で勝利投手になった（球数制限があったため、先発勝利の条件が5イニング以上という規定がなかった）。結果的に、大会最多となる3勝、防御率1.38という成績が高く評価され、大会の最優秀選手（MVP）に選ばれた。MVPのトロフィーを受け取った直後のインタビューでは、「MVPとったんですけど、これ（＝トロフィーの円盤状の飾り）もうとれちゃったんですね。この辺がアメリカっぽいですけど」と苦笑いしつつ、「後で自分でアロンアルフアでくっつけて直しますけど」とコメントし、その後実際に販売元の東亞合成から松坂へアロンアルフアが大量に送られた。
2009年は第2回WBCの日本代表に選出された。3月7日に東京ドームで行われた第1ラウンドA組第2戦の韓国戦に先発し、初回に金泰均に2点本塁打を打たれたものの、以降は立ち直って4回2失点にまとめ、打線の援護もあって勝利投手となった。3月15日にペトコ・パークで行われた第2ラウンド1組初戦のキューバ戦では、6回無失点の好投で2勝目を挙げた。3月22日にドジャースタジアムで行われた準決勝のアメリカ合衆国戦では、4回2/3を2失点で3勝目を挙げた。チームは翌日の決勝戦で韓国を破って優勝を決め、最多勝の松坂が2大会連続で最優秀選手に選ばれた。インタビューの際には「岩隈くんに悪いなと思いました」とコメントした。

### 現役引退後
2022年からはテレビ朝日野球解説者とスポーツニッポンの野球評論家を務める。
2022年2月1日よりテレビ朝日の報道番組「報道ステーション」のスポーツコーナーのキャスターとして出演。2023年4月18日、文化放送「文化放送ライオンズナイター」にスペシャル解説員として出演。ラジオでの解説は初めてであった。

## 選手としての特徴

### 投球

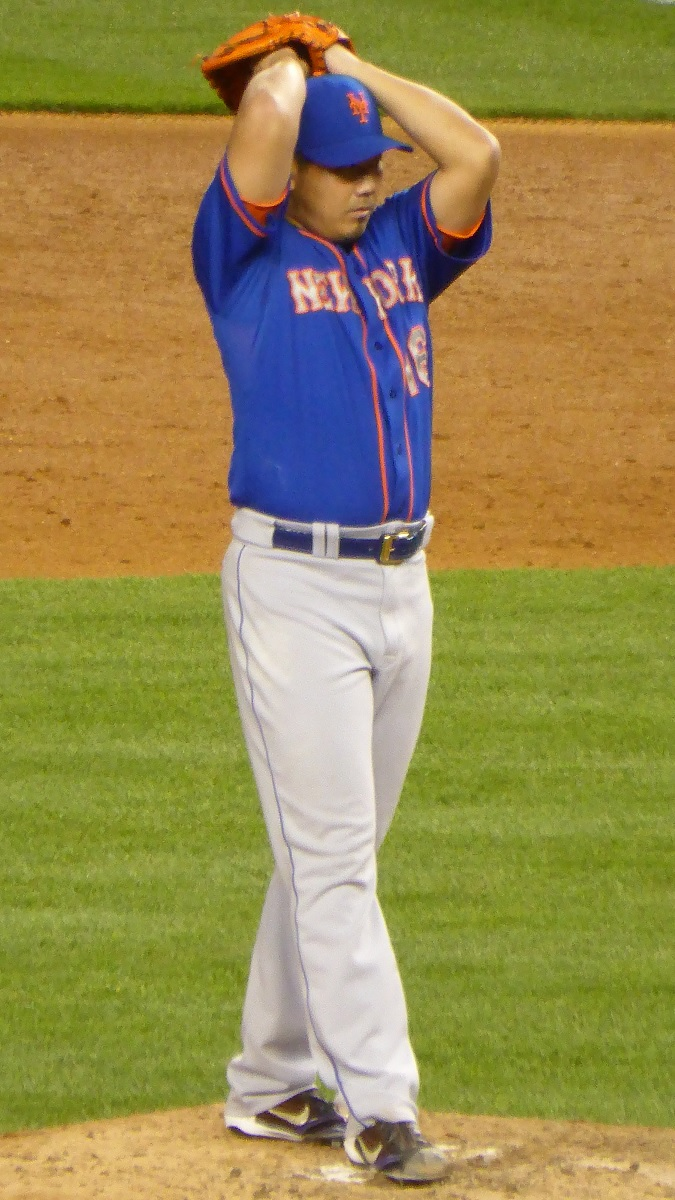
松坂のワインドアップ

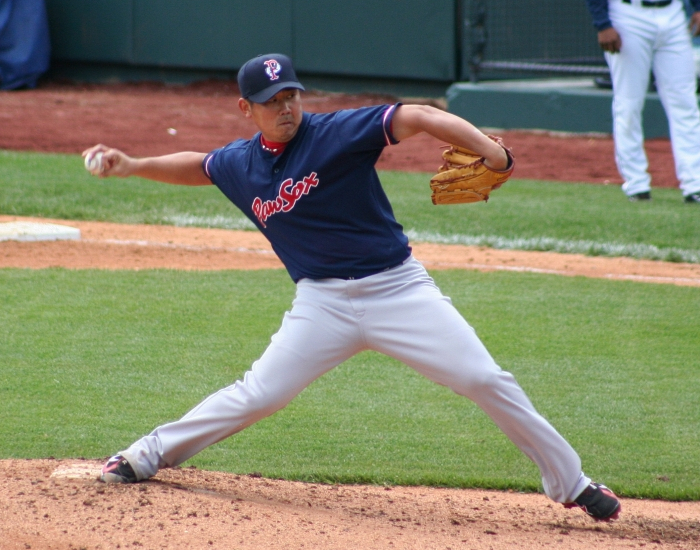
投球する松坂

フィニッシュにおいても腕の抱え込み動作を続けることができる安定した下半身を持つ。投球フォームはワインドアップ中に間を取るモーションから繰り出すスリークォーターで、クイックは1.0秒台と非常に速い。レッドソックスでの2007年から2010年までは平均球速91.8 mph（約147.7 km/h）、最速97 mph（約156 km/h）の速球（フォーシーム、ツーシーム、ワンシーム）に加え、球速の違う数種類のスライダー（スラーブ）、カットボール、数種類のチェンジアップ（サークルチェンジ、スプリットチェンジなど）を投げ分け、稀にスプリッター、カーブも混ぜ、縦に変化するスライダーで三振を奪うケースが多かった。
NPB初登板の試合で155 km/hの高めの速球で片岡篤史から三振を奪ったシーンは松坂のプロ入り後の有名なエピソードのひとつとして語られており、このプロ1年目から平均球速約146 km/hを記録した速球については「理想のボールは初速と終速の差が5 km/hしかない160 km/h。そんな球を投げられたら他の変化球は一つもいらないと思うんですけどね」と語っており、4年目からはフォーシームの速球の握りを指の間隔が狭いものにし、下半身の使い方や腕の振りも変えて綺麗な縦回転と強いスピンを意識してキレを増す。レッドソックス移籍後も2010年までは平均球速91.8 mph（約147.7 km/h）を記録し、2010年には速球主体のピッチングでチームメイトからは「メジャー4年間で最高の球威だ」との評価を得ていた。
しかし、トミー・ジョン手術から復帰した2012年以降は平均球速90.1 mph（約145 km/h）、最速95 mph（約153 km/h）と球速が下がり、カーブの投球割合を増やし緩急をつける投球スタイルとなった。右肩関節唇の手術から復帰した2016年以降はさらに球威が落ち、球速は最速でも147 km/hにとどまっている。
被ウェルヒット率（アウト、ヒットにかかわらず打者にいい当たりを打たれた率）とストライクの空振り率では優秀な数値を残し、ボールの質はメジャーでも高いレベルにあると評価されていたが、速球のコマンド（狙ったスポットに投げる能力）に難があり、与四球率が高い。2006年から2010年にかけてはストライドがやや狭まったこと以外に投球動作に大きな変化はないが、リリースポイントで頭が動く事、下半身が安定せず上下動が激しいことがコントロールの極端さを生んでいると指摘されていた。
スタミナも豊富であり150球を大きく超える投球数をたびたび記録している。松坂当人も「投げるのが大好き」と語っており、これにより投球の練習がハードでも苦ではなかったとも述べている。
高校時代の指導者である小倉は、松坂は変化球の覚えは早く、直球の制球力は悪かったと評している。また、肩を作るのが非常に早いタイプでもあった。
鈴木健は2021年12月31日公開分の『フルタの方程式』で「左投手のような球道」と評していた。
日本球界に復帰後は、直球を投げる比率が下がったため技巧派に転向したと評されたが、松坂はそれについては否定的である。
しかしそれに対して野村克也は入団当時から松坂を本格派より技巧派と評している。

#### ジャイロボール論争
レッドソックス移籍前後、メジャーリーグスカウトの「マツザカはジャイロボールを投げる」という噂が話題となる。
本人は当初ジャイロボールに関して「何を指してジャイロと言われているのかわからない」と語り、実際は持ち味の一つであるカットボールの抜け球のことであったが、レッドソックス移籍当初は「あると思わせていればいいんじゃないですか」と答えていた。

### 守備・打撃
フィールディングに優れ、NPB在籍8年間（西武時代）のうち、資格を得ていた7年すべてでゴールデングラブ賞を獲得した（2002年のみ投球回・試合数の不足のため同賞の有資格者ではなかった）。MLB時代は2014年までの通算DRS-9を記録している。松坂は、後の小倉清一郎との対談で高校時代に小倉がフィールディング、牽制、クイックなどを徹底的に仕込んでくれたからプロ入り後は投げるだけに専念すれば良かったと答えており、小倉に感謝している。
打撃が好きなことを公言しており、西武時代は気分転換もかねて打撃練習もトレーニングに取り入れていたが、レッドソックス移籍後はインターリーグ時でしか打撃練習を許されなかった。
高校時代は4番の打順に入っていた時期もあり、高校通算14本塁打を記録。2000年8月7日のオリックス戦では、9回二死満塁の場面で代打として登場。栗山聡からファウルで粘った後の7球目を中堅前安打し、2打点を挙げた。2002年の日本シリーズでは、当時の監督の伊原春樹は投手を8番に置き、9番打者をシーズン同様に高木浩之とすることを示唆していたが、松坂には7番を打たせた。2006年6月9日のセ・パ交流戦・阪神戦（甲子園）では、8回表二死三塁の場面でダーウィン・クビアンの150 km/hの高めのボール球を叩いて2点本塁打。DH制施行後、パ・リーグの投手としては4人目の記録となった。レッドソックス移籍後の2007年6月10日のアリゾナ・ダイヤモンドバックス戦でランディ・ジョンソンから2打席2三振を喫し、6月22日のサンディエゴ・パドレス戦でも、グレッグ・マダックスを相手に2打席とも内野ゴロに倒れ、1年目のレギュラーシーズンは無安打に終わった。しかし、ワールドシリーズ第3戦のロッキーズ戦で、3回表二死満塁の場面でジョシュ・フォッグの初球を叩き、メジャー移籍後初安打を記録し2打点を挙げた。ワールドシリーズでレッドソックスの投手が2打点を挙げたのはサイ・ヤング、ベーブ・ルースに続いて史上3人目だった。また、日本球界復帰後の2018年にはマルチ安打を記録した。
引退後になっても打撃の話が出るたびに「スイングを見たい」とファンからいわれることがあるなど、打力の凄さは引退した後になっても認められている。

## 人物・エピソード
素直で嫌味がなく人懐っこい性格。
同世代では幼馴染みの小谷野栄一、高校時代のチームメイト・小池正晃、後藤武敏、小山良男、西武同期入団の赤田将吾、高校時代から対戦している平石洋介、村田修一らと親交深い。先輩ではデニー友利、石井貴、帆足和幸らと親しい。その他著名人では、高校時代に甲子園で投げ合った日本テレビアナウンサーの上重聡、高校時代の先輩でバッテリーを組んだ俳優の上地雄輔、俳優の妻夫木聡、EXILEのATSUSHIらと親しい。
尊敬する投手は江戸川南シニアおよび横浜高校の先輩である松井光介。松坂は松井について「ずっと憧れの先輩。すごく気迫のこもった、気持ちの強い先輩でした」と語り、横浜高校OBベストナインを選ぶ企画では、中継ぎ投手の1人に松井を指名している。なお、松井は松坂を「高校の頃から挨拶をしてくれるかわいい後輩。人に好かれるタイプの人間だからこそ、一つの世代を築けたと思う」「『松坂大輔の尊敬する人』って言われますけど、僕が尊敬してる。僕の方が憧れがあります。だって、すごいピッチャーじゃないですか」と語っている。
西武入団時には「大輔フィーバー」と呼ばれる社会的現象を起こし、高知キャンプでは日曜、祝日に松坂目当ての1万5000人を超すファンが詰めかけた。混乱を恐れた現場では、体形の似ていた同僚の谷中真二が松坂のユニホームを着て影武者となり、その隙に松坂は別口から移動していた。
2018年9月22日に行われた対DeNA戦（横浜）は、横浜高校および西武時代のチームメイト・後藤武敏の引退試合であり、松坂は同じく高校のチームメイト・小池正晃と共に花束贈呈を行い、抱擁と握手を交わした。さらに、後藤がグラウンドを一周をする際も、松坂は三塁ベンチから見守り、最後の胴上げにも参加している。
プロ初登板となった1999年4月7日の日本ハム戦にて、1回の松坂の投球を見ていた潮崎哲也が「そのペースじゃ9回もたねえぞ」と声をかけたが、これに松坂は「大丈夫です、力入れて投げたのは最後の1球だけですから」と返答し、最終的に8回を投げ、被安打5、9奪三振でプロ初勝利を記録した。
2012年4月、同学年で高校時代から対戦していた大西宏明が引退後に焼肉店を開店したと聞くと、すぐさま彼にレッドソックス時代のユニフォームを送った。その後は店内のガラスケースに飾られている。
前述のとおり、アマチュア時代に選抜高等学校野球大会と全国高等学校野球選手権大会を、NPB在籍時にパシフィック・リーグと日本シリーズを、MLB時代にアメリカンリーグとワールドシリーズを優勝しているが、これら全てで優勝しているのは松坂ただ1人である。また、これら全てで勝利投手となっているのも松坂ただ1人である(2023年現在)。
他にも国民体育大会、AAAアジア野球選手権大会(アマチュア時代)、ワールド・ベースボール・クラシック(NPB, MLB在籍時)などの大舞台でも優勝している。
プロボクシング世界4階級制覇・2階級4団体統一を果たした井上尚弥の異名である「モンスター」は所属する大橋ボクシングジムの会長である大橋秀行の高校の後輩に当たる松坂にあやかって付けられたものである。

## 松坂世代
松坂大輔と同学年の選手には、投手を中心にプロで活躍する逸材が揃っており、総称して「松坂世代」と呼ばれている。

## 詳細情報

### 年度別投手成績
| 年 度     | 球 団        | 登 板 | 先 発 | 完 投 | 完 封 | 無 四 球 | 勝 利 | 敗 戦 | セ 丨 ブ | ホ 丨 ル ド | 勝 率 | 打 者 | 投 球 回 | 被 安 打 | 被 本 塁 打 | 与 四 球 | 敬 遠 | 与 死 球 | 奪 三 振 | 暴 投 | ボ 丨 ク | 失 点 | 自 責 点 | 防 御 率 | W H I P |
| --------- | ------------ | ----- | ----- | ----- | ----- | -------- | ----- | ----- | -------- | ----------- | ----- | ----- | -------- | -------- | ----------- | -------- | ----- | -------- | -------- | ----- | -------- | ----- | -------- | -------- | ------- |
| 1999      | 西武         | 25    | 24    | 6     | 2     | 0        | 16    | 5     | 0        | --          | .762  | 743   | 180.0    | 124      | 14          | 87       | 1     | 8        | 151      | 5     | 2        | 55    | 52       | 2.60     | 1.17    |
| 2000      | 西武         | 27    | 24    | 6     | 2     | 0        | 14    | 7     | 1        | --          | .667  | 727   | 167.2    | 132      | 12          | 95       | 1     | 4        | 144      | 2     | 0        | 85    | 74       | 3.97     | 1.35    |
| 2001      | 西武         | 33    | 32    | 12    | 2     | 1        | 15    | 15    | 0        | --          | .500  | 1004  | 240.1    | 184      | 27          | 117      | 1     | 8        | 214      | 9     | 1        | 104   | 96       | 3.60     | 1.25    |
| 2002      | 西武         | 14    | 11    | 2     | 0     | 0        | 6     | 2     | 0        | --          | .750  | 302   | 73.1     | 60       | 13          | 15       | 1     | 7        | 78       | 2     | 1        | 30    | 30       | 3.68     | 1.02    |
| 2003      | 西武         | 29    | 27    | 8     | 2     | 1        | 16    | 7     | 0        | --          | .696  | 801   | 194.0    | 165      | 13          | 63       | 2     | 9        | 215      | 4     | 0        | 71    | 61       | 2.83     | 1.17    |
| 2004      | 西武         | 23    | 19    | 10    | 5     | 0        | 10    | 6     | 0        | --          | .625  | 601   | 146.0    | 127      | 7           | 42       | 0     | 6        | 127      | 5     | 0        | 50    | 47       | 2.90     | 1.16    |
| 2005      | 西武         | 28    | 28    | 15    | 3     | 3        | 14    | 13    | 0        | 0           | .519  | 868   | 215.0    | 172      | 13          | 49       | 0     | 10       | 226      | 9     | 0        | 63    | 55       | 2.30     | 1.03    |
| 2006      | 西武         | 25    | 25    | 13    | 2     | 2        | 17    | 5     | 0        | 0           | .773  | 722   | 186.1    | 138      | 13          | 34       | 0     | 3        | 200      | 5     | 0        | 50    | 44       | 2.13     | 0.92    |
| 2007      | BOS          | 32    | 32    | 1     | 0     | 1        | 15    | 12    | 0        | 0           | .555  | 874   | 204.2    | 191      | 25          | 80       | 1     | 13       | 201      | 5     | 0        | 100   | 100      | 4.40     | 1.32    |
| 2008      | BOS          | 29    | 29    | 0     | 0     | 0        | 18    | 3     | 0        | 0           | .857  | 716   | 167.2    | 128      | 12          | 94       | 1     | 7        | 154      | 5     | 0        | 58    | 54       | 2.90     | 1.32    |
| 2009      | BOS          | 12    | 12    | 0     | 0     | 0        | 4     | 6     | 0        | 0           | .400  | 283   | 59.1     | 81       | 10          | 30       | 1     | 2        | 54       | 8     | 0        | 38    | 38       | 5.76     | 1.87    |
| 2010      | BOS          | 25    | 25    | 0     | 0     | 0        | 9     | 6     | 0        | 0           | .600  | 664   | 153.2    | 137      | 13          | 74       | 1     | 8        | 133      | 4     | 0        | 84    | 80       | 4.69     | 1.37    |
| 2011      | BOS          | 8     | 7     | 0     | 0     | 0        | 3     | 3     | 0        | 0           | .500  | 167   | 37.1     | 32       | 4           | 23       | 0     | 1        | 26       | 0     | 0        | 24    | 22       | 5.30     | 1.47    |
| 2012      | BOS          | 11    | 11    | 0     | 0     | 0        | 1     | 7     | 0        | 0           | .125  | 215   | 45.2     | 58       | 11          | 20       | 0     | 3        | 41       | 3     | 0        | 43    | 42       | 8.28     | 1.71    |
| 2013      | NYM          | 7     | 7     | 0     | 0     | 0        | 3     | 3     | 0        | 0           | .500  | 166   | 38.2     | 32       | 4           | 16       | 0     | 5        | 33       | 0     | 0        | 21    | 19       | 4.42     | 1.24    |
| 2014      | NYM          | 34    | 9     | 0     | 0     | 0        | 3     | 3     | 1        | 3           | .500  | 359   | 83.1     | 62       | 6           | 50       | 5     | 6        | 78       | 6     | 0        | 38    | 36       | 3.89     | 1.34    |
| 2016      | ソフトバンク | 1     | 0     | 0     | 0     | 0        | 0     | 0     | 0        | 0           | ----  | 10    | 1.0      | 3        | 0           | 2        | 0     | 2        | 2        | 1     | 0        | 5     | 2        | 18.00    | 5.00    |
| 2018      | 中日         | 11    | 11    | 0     | 0     | 0        | 6     | 4     | 0        | 0           | .600  | 253   | 55.1     | 50       | 5           | 32       | 0     | 5        | 51       | 1     | 0        | 25    | 23       | 3.74     | 1.48    |
| 2019      | 中日         | 2     | 2     | 0     | 0     | 0        | 0     | 1     | 0        | 0           | .000  | 32    | 5.1      | 12       | 0           | 2        | 0     | 3        | 2        | 0     | 0        | 10    | 10       | 16.88    | 2.63    |
| 2021      | 西武         | 1     | 1     | 0     | 0     | 0        | 0     | 0     | 0        | 0           | ----  | 1     | 0.0      | 0        | 0           | 1        | 0     | 0        | 0        | 0     | 0        | 0     | 0        | ----     | ----    |
| NPB：12年 | NPB：12年    | 219   | 204   | 72    | 18    | 7        | 114   | 65    | 1        | 0           | .637  | 6064  | 1464.1   | 1167     | 117         | 539      | 6     | 65       | 1410     | 43    | 4        | 548   | 494      | 3.04     | 1.17    |
| MLB：8年  | MLB：8年     | 158   | 132   | 1     | 0     | 1        | 56    | 43    | 1        | 3           | .566  | 3444  | 790.1    | 721      | 85          | 387      | 9     | 45       | 720      | 31    | 0        | 406   | 391      | 4.45     | 1.40    |

- 各年度の太字はリーグ最高

### MLBポストシーズン投手成績
| 年 度     | 球 団     | シ リ ｜ ズ | 登 板 | 先 発 | 勝 利 | 敗 戦 | セ ｜ ブ | ホ ｜ ル ド | 勝 率 | 打 者 | 投 球 回 | 被 安 打 | 被 本 塁 打 | 与 四 球 | 敬 遠 | 与 死 球 | 奪 三 振 | 暴 投 | ボ ｜ ク | 失 点 | 自 責 点 | 防 御 率 | W H I P |
| --------- | --------- | ----------- | ----- | ----- | ----- | ----- | -------- | ----------- | ----- | ----- | -------- | -------- | ----------- | -------- | ----- | -------- | -------- | ----- | -------- | ----- | -------- | -------- | ------- |
| 2007      | BOS       | ALDS        | 1     | 1     | 0     | 0     | 0        | 0           | .---  | 24    | 4.2      | 7        | 0           | 3        | 0     | 0        | 3        | 1     | 0        | 3     | 3        | 5.79     | 2.14    |
| 2007      | BOS       | ALCS        | 2     | 2     | 1     | 1     | 0        | 0           | .500  | 42    | 9.2      | 12       | 1           | 2        | 0     | 1        | 9        | 2     | 0        | 6     | 6        | 5.59     | 1.45    |
| 2007      | BOS       | WS          | 1     | 1     | 1     | 0     | 0        | 0           | 1.000 | 23    | 5.1      | 3        | 0           | 3        | 0     | 1        | 5        | 0     | 0        | 2     | 2        | 3.38     | 1.13    |
| 2008      | BOS       | ALDS        | 1     | 1     | 0     | 0     | 0        | 0           | .---  | 26    | 5.0      | 8        | 0           | 3        | 0     | 0        | 5        | 0     | 0        | 3     | 3        | 5.40     | 2.20    |
| 2008      | BOS       | ALCS        | 2     | 2     | 1     | 0     | 0        | 0           | 1.000 | 48    | 11.0     | 9        | 3           | 6        | 0     | 0        | 11       | 1     | 0        | 5     | 5        | 4.09     | 1.36    |
| 出場：2回 | 出場：2回 | 出場：2回   | 7     | 7     | 3     | 1     | 0        | 0           | .750  | 163   | 35.2     | 39       | 4           | 17       | 0     | 1        | 33       | 4     | 0        | 19    | 19       | 4.79     | 1.57    |

### WBCでの投手成績
| 年 度 | 代 表 | 登 板 | 先 発 | 勝 利 | 敗 戦 | セ ｜ ブ | 打 者 | 投 球 回 | 被 安 打 | 被 本 塁 打 | 与 四 球 | 敬 遠 | 与 死 球 | 奪 三 振 | 暴 投 | ボ ｜ ク | 失 点 | 自 責 点 | 防 御 率 |
| ----- | ----- | ----- | ----- | ----- | ----- | -------- | ----- | -------- | -------- | ----------- | -------- | ----- | -------- | -------- | ----- | -------- | ----- | -------- | -------- |
| 2006  | 日本  | 3     | 3     | 3     | 0     | 0        | 50    | 13.0     | 8        | 1           | 3        | 0     | 2        | 10       | 0     | 1        | 2     | 2        | 1.38     |
| 2009  | 日本  | 3     | 3     | 3     | 0     | 0        | 60    | 14.2     | 14       | 2           | 5        | 0     | 0        | 13       | 1     | 0        | 4     | 4        | 2.45     |

### タイトル
NPB
- 最多勝利：3回（1999年 - 2001年） ※3回は稲尾和久、野茂英雄、涌井秀章に次ぐパ・リーグ4位タイ。3年連続は野茂英雄に次ぐパ・リーグ2位タイ、新人から3年連続は野茂に次ぐ歴代2位
- 最優秀防御率：2回（2003年、2004年）※2年連続は稲尾和久、山本由伸に次ぐパ・リーグ3位タイ
- 最多奪三振：4回（2000年、2001年、2003年、2005年）

### 表彰
NPB
- 沢村栄治賞：1回（2001年） ※勝率5割での受賞は歴代最低記録
- 新人王（1999年）
- ベストナイン：3回（投手部門：1999年 - 2001年） ※3年連続ベストナインは投手最長タイ記録（他は稲尾和久・山本由伸）
- ゴールデングラブ賞：7回（投手部門：1999年 - 2001年、2003年 - 2006年） ※パ・リーグ投手記録
- 月間MVP：3回（投手部門：1999年7月、2001年2月、2003年5月）
- JA全農Go・Go賞：3回（最多奪三振賞：2003年5月、2005年5月、2006年5月）
- オールスターゲームMVP：1回（2004年第1戦）
- パ・リーグ 連盟特別表彰：2回（会長特別賞：2000年[注 10]、功労賞：2021年）
- カムバック賞：1回（2018年）
- パ・リーグ功労賞（2021年）[285]

MLB
- Baseball Digest ルーキーオールスターチーム（英語版）（先発投手部門：2007年）[286]

その他
- WBC最優秀選手：2回（2006年、2009年）
- 日本プロスポーツ大賞
  - 大賞：1回（1999年）
  - 殊勲賞：1回（2007年）
  - 40周年特別賞 マルハン杯（2007年）
- 報知プロスポーツ大賞：1回（1999年）
- 毎日スポーツ人賞
  - ファン賞：1回（1999年）
  - 国際賞：1回（2007年）
- 日本PR大賞スポーツ部門賞（1999年）
- ナンバーMVP賞：1回（1999年）
- 彩の国スポーツ功労賞：2回（2000年、2004年） ※受賞者第1号
- 所沢市特別顕彰：2回（2004年、2006年）[287]
- 速玉賞（2007年）[288]

### 記録

#### NPB
初記録
投手記録
- 初登板・初先発登板・初勝利・初先発勝利：1999年4月7日、対日本ハムファイターズ2回戦（東京ドーム）、8回5安打2失点
- 初奪三振：同上、1回裏に井出竜也から
- 初完投：1999年4月14日、対大阪近鉄バファローズ2回戦（西武ドーム）、9回3安打2失点で敗戦投手
- 初完投勝利・初完封勝利：1999年4月27日、対千葉ロッテマリーンズ4回戦（西武ドーム）
- 初セーブ：2000年5月9日、対千葉ロッテマリーンズ6回戦（西武ドーム）、7回表に2番手として救援登板・完了、3回無失点

打撃記録
- 初打席・初安打・初打点：2000年8月7日、対オリックス・ブルーウェーブ19回戦（グリーンスタジアム神戸）、9回表に栗山聡から中前2点適時打
- 初本塁打：2006年6月9日、対阪神タイガース4回戦（阪神甲子園球場）、8回表にダーウィン・クビアンから左中間越2ラン

節目の記録
- 1000投球回：2004年9月17日、対福岡ダイエーホークス25回戦（福岡ドーム）、7回裏三死目に荒金久雄を三振で達成 ※史上299人目
- 1000奪三振：2005年5月18日、対阪神タイガース2回戦（阪神甲子園球場）、4回裏に金本知憲から ※史上114人目
- 100勝：2006年6月16日、対横浜ベイスターズ4回戦（インボイスSEIBUドーム）、9回3安打3失点 ※史上120人目（191試合目での達成はドラフト制導入後最速記録）

その他の記録
- 1イニング4奪三振：2004年9月17日、対福岡ダイエーホークス25回戦（福岡ドーム）、6回裏に松中信彦（振り逃げ）・城島健司・フリオ・ズレータ・大道典嘉から ※史上10人目
- オールスターゲーム出場：7回（1999年、2000年、2001年、2004年、2005年、2006年、2018年） ※2002年と2003年は負傷により出場辞退

#### NPB/MLB通算
節目の記録
- 2000奪三振：2014年4月20日（日本時間21日）

### 背番号
- 18（1999年[28] - 2012年、2015年[163] - 2017年、2019年[197]、2021年10月14日[209] - 同年終了）
- 16（2013年[148] - 2014年、2020年[204] - 2021年10月13日）
- 99（2018年[182]）

### 代表歴
- 2000年シドニーオリンピックの野球競技・日本代表
- 2004年アテネオリンピックの野球競技・日本代表
- 2006 ワールド・ベースボール・クラシック日本代表
- 2009 ワールド・ベースボール・クラシック日本代表

## 関連情報

### 野球以外での表彰
ファッション関連
- 日本ジュエリーベストドレッサー賞 特別賞（2008年）

その他
- 新語・流行語大賞 年間大賞（1999年、「リベンジ」）
- 日本PR大賞 文化・スポーツ部門賞（1999年）[289]
- ハッピーハンド（1999年）[290]

## 出演

### ニュース・報道番組
- 報道ステーション（2022年2月1日 - 、テレビ朝日） - スポーツコーナー（野球）解説[291]

### バラエティ番組
- ジャンクSPORTS（フジテレビ系、2021年12月12日）[292]
- 出川哲朗の充電させてもらえませんか?（2022年4月9日、テレビ東京）- 「春がきた! 絶景の相模湾をぐるっと三浦半島からゴールは箱根の＜富士見＞露天風呂ですが…ナント松坂大輔と劇団ひとりが初参戦! 哲朗タジタジでヤバいよヤバいよSP」
- GOLF MONSTER〜松坂大輔 ゴルフ界の怪物へ〜（2024年4月7日 - 4月28日〈全4回〉、BS12 トゥエルビ）[293][294]

### CM
- キリンビバレッジ「Speed」（2000年） - 松坂とキリンが共同開発したスポーツドリンク[295]（販売終了）
- 全日本空輸
- 日立製作所
- カシオ計算機
- ミズノ
上記5社は2000年1月1日から1年間、広告出演契約を結んでいた（契約日は1999年12月13日）契約金は4億円に上ったという。[要出典]
- トヨタ トビラを開けようキャンペーン『VSC篇』（2007年1月 - ）
- アサヒビール「アサヒスーパードライ」
  - 松坂大輔メジャーリーグへの挑戦篇（2007年1月22日 - ）
  - 松坂大輔豪速球篇（2007年4月20日 - ）
- コカ・コーラ「アクエリアス」『ドライレイク篇』（2007年3月 - ）
- ナイキ（2007年4月 - ）
- 興和「バンテリンコーワ」『おれのバンテリン。』編（2009年6月 - ）
- サントリー「伊右衛門」 - 本木雅弘、宮沢りえ、村田修一と共演
- キリンビール「キリン一番搾り生ビール」『ビール、飲みませんか 松坂大輔×斎藤佑樹』篇（2022年2月17日 - ） - 斎藤佑樹と共演[296]
- スカパーJSAT「スカパー! プロ野球」（2022年3月 - ）[297]
- マイナンバーカード「マイナポイント第2弾」（2022年6月 - ）飯尾和樹、舘ひろし、深川麻衣、新庄剛志と共演
- ソニー生命保険『野球の神様に愛された男』篇（2022年12月 - ）[298]

### PV
- 「real world」EXILE（第二章撮り直しバージョン/ベストアルバムEXILE CATCHY BESTのDVD付きの方のDVDに収録）
- 「Take me out to the ball game〜あの・・一緒に観に行きたいっス。お願いします!〜」遊助（友情出演）[299]
- 「RED SOUL BLUE DRAGON」RED DIAMOND DOGS feat. DOBERMAN INFINITY, JAY'ED, MABU[300][301]

### 関連書籍
- 江夏豊著『松坂大輔へ：江夏豊からのメッセージ』（中央公論新社、2000年3月、ISBN 9784120029813）
- 江尻良文・瀬川ふみ子共著『松坂大輔：世界のエースが歩んだ道』（日本文芸社、2007年3月、ISBN 9784537254839）
- 栗山英樹著『怪物前夜：“60億円の男”松坂大輔を育てた「嫌いにさせない」子育て術』（東京学参、2007年3月、ISBN 9784808007737）
- 吉井妙子著『夢を見ない男：松坂大輔』（新潮社、2007年3月、ISBN 9784104530021／新潮文庫、2010年3月、ISBN 9784101305912）
- 渡辺元智著『ひたむきに：松坂大輔、“超一流”への道』（双葉社、2007年3月、ISBN 9784575299632）
- 小野俊哉著『松坂大輔がメジャーNo.1投手になるこれだけの理由：データは野球を雄弁に語る』（洋泉社、2007年4月、ISBN 9784862481412）
- 古内義明著『松坂大輔に120億円の価値はあったのか』（成美文庫、2007年11月、ISBN 9784415400525）
- 林壮行著『松坂大輔のDNA』（アスコム、2007年11月、ISBN 9784776204787）
- 本間正夫著『松坂大輔：メジャーへの挑戦!』（汐文社、2007年11月、ISBN 9784811384061）
- 吉井妙子著『松坂大輔の直球主義』（朝日新聞社、2007年12月、ISBN 9784022503510）
- イアン・ブラウン著、メイン裕子翻訳『1億ドルの男：松坂大輔の1年』（武田ランダムハウスジャパン、2007年12月、ISBN 9784270002957）
- 石田雄太著『声：松坂大輔メジャー挑戦記』（集英社、2008年3月、ISBN 9784087804874）
- 石田雄太著『松坂大輔メジャー物語：世界一に輝いた』（学習研究社、2008年3月、ISBN 9784052029691
- 長谷川晶一著『1999年の松坂大輔：歴史を刻んだ男たち』（主婦の友社、2018年4月、ISBN 9784074296774）